# Oldwig
Oldwig ist ein männlicher Vorname.

## Verbreitung
Der Vorname ist im deutschen Sprachraum gering verbreitet.

## Varianten
Eine Variante des Vornamens ist Oltwig.

## Bekannte Namensträger
- Oldwig Jancke (1901–1960), deutscher Biologe
- Oltwig von Kamptz (Oldwig von Kamptz; 1857–1921), deutscher Offizier und Kommandeur der Kaiserlichen Schutztruppe für Kamerun
- Oldwig Anton Leopold von Natzmer (1782–1861), preußischer General